# ریزشبکه
یک ریزشبکه (Micro grid) معمولاً شامل یک مجموعهٔ محلی از تولید پراکنده (DG)، سیستم ذخیره انرژی و بارها (حرارتی والکتریکی) می‌باشد که می‌تواند به صورت اتصال به شبکه یا عملکرد جزیره‌ای مورد بهره‌برداری قرار گیرد. ریزشبکه دارای منافع زیادی هم برای مصرف‌کننده و هم برای شرکت‌های تولید برق خواهد داشت، از دید مصرف‌کننده ریزشبکه قابلیت فراهم ساختن همزمان برق و حرارت، افزایش قابلیت اطمینان، کاهش انتشار گازهای گل‌خانه‌ای و بهبود کیفیت را دارد و از دید شرکت‌های برق بکارگیری ریزشبکه‌ها پتانسیل کاهش دیماند مصرفی و بنابراین کاهش تسهیلات توسعه خطوط انتقال و علاوه بر آن عامل حذف نقاط اوج مصرف خواهد بود که در نتیجه از تلفات شبکه نیز کاسته می‌شود.
مزیت اصلی میکروگریدها، قابلیت ارائه برق پایدار حتی در شرایط قطعی شبکه اصلی است. همچنین، با استفاده از منابع تولید پراکنده و انرژی‌های تجدیدپذیر، میکروگریدها می‌توانند به کاهش انتشار کربن و هزینه‌های انرژی کمک کنند. این سیستم‌ها در مکان‌هایی مانند بیمارستان‌ها، دانشگاه‌ها، مراکز صنعتی، یا مناطق دورافتاده که نیاز به پایداری بالا یا استقلال انرژی دارند، بسیار کاربردی هستند. علاوه بر این، میکروگریدها نقش کلیدی در افزایش تاب‌آوری شبکه برق در برابر بلایای طبیعی و اختلالات ایفا می‌کنند. ریزشبکه‌ها به عنوان سبک جدیدی از شبکه توزیع با تولید کنترل و مصرف محلی می‌توانند از مزایای قابل توجهی را برای مصرف‌کنندگان و شرکت‌های خدماتی فراهم آورند که می‌توانند در دو حالت عملکردی متصل به شبکه و جدای از شبکه (جزیره‌ای) مورد بهره‌برداری قرار گیرند.